# 白牡丹酒造
白牡丹酒造株式会社（はくぼたんしゅぞう）は、広島県東広島市西条本町に本社を置く酒造メーカー。

## 概要
創業は江戸時代の1675年（延宝3年）、関ヶ原の戦いで敗れた石田三成の家臣島左近勝猛の二男彦太郎忠正が、西走して安芸国西条に足を止め、その地で孫の島六郎兵衛晴正が創業した。
「白牡丹」の酒銘は、京都の五摂家である鷹司家の家紋に因む。
西条本町の延宝蔵・天保蔵、米満醸造場の長春蔵・万年蔵・千寿蔵の5つの蔵が稼働している広島県内有数の規模を持つ。
古くは太田蜀山人をはじめ、夏目漱石、棟方志功、今東光などの文化人に愛飲されていた。
広島県内でも伝統的に甘口指向の蔵であり、終戦後甘味に飢えていたとき、甘い酒を造って喜ばれた。それ以来の伝統となっている。

## 銘柄
白牡丹
- 大吟醸酒
- 吟醸酒
- 純米酒
- 本醸造酒
- 普通酒

その他
- ひろしま一途な純米酒　紅甘萬

## アクセス
- 西日本旅客鉄道（JR西日本）山陽本線、西条駅より徒歩4分

## 受賞歴
全国新酒鑑評会
平成14酒造年 - 29酒造年
- 「白牡丹」金賞受賞 - 平成29年受賞